# 黑尔马林根
黑尔马林根是德国巴登-符腾堡州的一个市镇。总面积15.25平方公里，总人口2268人，其中男性1175人，女性1093人（2011年12月31日），人口密度149人/平方公里。